# Beatrice de Cardi
Beatrice Eileen de Cardi (Londres, 5 de junho de 1914 – Londres, 5 de julho de 2016) foi uma arqueóloga britânica, especializada no estudo do Golfo Pérsico e da região do Baluchistão, no Paquistão. Ela foi presidente da Fundação Britânica para o Estudo da Arábia, e foi Secretária do Conselho de Arqueologia Britânica de 1949 a 1973. No final de sua carreira, ela era a arqueóloga mais antiga do mundo.

## Primeiros anos
De Cardi nasceu em Londres, no dia 5 de junho de 1914, sendo a segunda filha de um pai corso, Edwin de Cardi, e uma mãe americana, Christine Berbette Wurfflein. Ela foi alfabetizada na St Paul's Girls' School, embora sua escolaridade tenha sido interrompida por problemas de saúde. De 1933 a 1935 estudou história, latim e economia na University College London. Ela também estudou arqueologia, com o proeminente arqueólogo Sir Mortimer Wheeler.

## Carreira
De Cardi recebeu seu primeiro treinamento como assistente nas escavações conduzidas por Wheeler e sua esposa Tessa no forte da Idade do Ferro de Maiden Castle, no sul da Inglaterra. Seu papel lá envolveu aprender a classificar a cerâmica e levou a um interesse ao longo da carreira. Em 1936, depois de se formar, ela foi oferecida como secretária de Wheeler no Museu de Londres, onde ocupou o cargo de Guardiã. Mais tarde, ela se tornou sua assistente.
Durante a Segunda Guerra Mundial, de Cardi trabalhou para o Executivo de Suprimentos Aliados do Gabinete de Guerra na China. Ela estava baseada em Xunquim, mas frequentemente visitava a Índia. Ela ficou fascinada com a região e, após a guerra, tornou-se comissária assistente de comércio da Grã-Bretanha em Karachi, Delhi e Lahore. A partir desses locais, ela realizou pesquisas arqueológicas no oeste do Baluchistão. O trabalho de De Cardi envolvia a coleta de materiais de superfície (incluindo fragmentos de cerâmica, objetos de cobre, ossos e sílex) de vários locais em Jhalawan. Suas expedições foram realizadas com a ajuda de um funcionário do Departamento Arqueológico do Paquistão, Sadar Din. Din havia sido recomendado a De Cardi por Wheeler, que assumira um novo cargo de Diretor Geral de Arqueologia na Índia. Juntos, Din e de Cardi descobriram 47 sítios arqueológicos.
Após uma ausência da região devido à agitação política, de Cardi retornou ao Baluchistão em 1966. Ela descobriu cerâmica distinta em locais perto do rio Bampur, o que levou a uma nova compreensão da natureza das ligações comerciais na região do Golfo Pérsico na Idade do Bronze. Ela também realizou trabalhos no Golfo Pérsico e lançou várias expedições nos Emirados Árabes Unidos que renderam os primeiros exemplos de cerâmica Ubaid na região. Nesta época ela também descobriu mais de 20 túmulos do segundo milênio a.C.
Em 1973, o governo do Catar nomeou de Cardi para liderar uma expedição arqueológica com o objetivo de ilustrar a história do Catar para seu novo museu nacional. Sua equipe descobriu ferramentas e cerâmicas domésticas que sugeriam que o Catar havia negociado com outras regiões há muito mais tempo do que se pensava anteriormente.
Depois de trabalhar no Catar, de Cardi continuou trabalhando em Omã e nos Emirados Árabes Unidos. Por volta dos 93 anos, ela cessou o trabalho de campo e começou a se concentrar em escrever e categorizar seu trabalho.
De seu trabalho de campo em geral, de Cardi afirmou em 2008: "Nunca tive dificuldades [...] Eu não sou uma mulher ou um homem quando estou trabalhando no Golfo ou em qualquer outro lugar. Eu sou uma profissional e eles sempre aceitaram isso."

## Honrarias
De 1949 a 1973, de Cardi atuou como secretária assistente e depois secretária do Conselho de Arqueologia Britânica. O Conselho fundou uma palestra anual, a Conferência Beatrice de Cardi, em sua homenagem em 1976. Mais tarde, o Conselho rebatizou sua sede Beatrice de Cardi House.
Em 1973 ela foi premiada com a OBE por serviços à arqueologia.
Em 1989, de Cardi recebeu a Medalha Al Qasimi, entregue a ela por serviços arqueológicos no estado de Ras Al Khaimah, nos Emirados Árabes Unidos. Ela foi a primeira mulher a receber a medalha. Em 1993 ela recebeu a Medalha Memorial Burton da Royal Asiatic Society. A partir de 1995, de Cardi foi membro honorário da University College London. Em junho de 2014 ela completou 100 anos, e foi premiada com a Medalha de Ouro da Sociedade de Antiquários de Londres "por serviços distintos à arqueologia".

## Vida pessoal
O primeiro noivo de De Cardi morreu na Segunda Guerra Mundial. Seu segundo noivo morreu em um acidente de equitação no Qatar enquanto trabalhava lá com ela.

## Morte
De Cardi morreu no Chelsea and Westminster Hospital em 5 de julho de 2016 por complicações de uma queda que ela havia sofrido quase seis semanas antes.

## Obras publicadas
- De Cardi, Beatrice. Excavations at Bampur, a Third Millennium Settlement in Persian Baluchistan, 1966. New York: American Museum of Natural History, 1970. (em inglês)
- De Cardi, Beatrice, and D. Brian Doe. Archaeological Survey in the Northern Trucial States. Rome, 1971.
- De Cardi, Beatrice, Qatar Archaeological Report. Qatar: Qatar National Museum, 1978. (em inglês)
- De Cardi, Beatrice. Archaeological Surveys in Baluchistan, 1948 and 1957. London: Institute of Archaeology, 1983. (em inglês)
- Phillips, C. S., Daniel T. Potts, Sarah Searight, and Beatrice De Cardi (eds.). Arabia and its neighbours: essays on prehistorical and historical developments presented in honour of Beatrice de Cardi. Turnhout: Brepols, 1998. (em inglês)
- De Cardi, Beatrice. The De Cardi Family in Britain. London, 2006. (em inglês)
- De Cardi, Beatrice. "Exploring the Lower Gulf, 1947–2007" in Antiquity: A Quarterly Review of World Archaeology, Vol. 82, no. 315, p. 165-77. (em inglês)